# دانشگاه سن سباستین
دانشگاه سن سباستین (به اسپانیایی: Universidad San Sebastián) یک دانشگاه در شیلی است که در سانتیاگو واقع شده‌است.